# Plán na zimu
Plán na zimu je v pořadí třetí studiové album pražské hudební skupiny Hm.... Vyšlo 24. listopadu 2008, v ten den bylo slavnostně pokřtěno písničkářem Wabi Daňkem na koncertě v Paláci Akropolis. Už tradičně jsou na albu jak zhudebněné básně známých autorů (Arthur Rimbaud, Vítězslav Nezval, Jiří Orten,...), tak vlastní tvorba Hm... a textaře Petra Kotouše.

Album si vydává tentokrát skupina sama (pod hlavičkou občanského sdružení O.S.I.N.A.) nákladem 1500 kusů. Autorem originálního obalu je Viktor Ekrt.

## Seznam písní
1. Plán na zimu (Arthur Rimbaud[2]/Marek Doubrava a Hm...) – 3:25
2. Kuplet o ženské emancipaci (František Gellner/ Marek Doubrava a Hm...) – 3:22
3. U tebe teplo je... (Jiří Orten/Marek Doubrava a Hm...) – 5:05
4. Znáš dálku ...? (Ivan Blatný/Marek Doubrava a Hm...) – 4:01
5. Můj příběh (Marek Doubrava/Marek Doubrava a Hm...) – 4:21
6. Inspirace (Vítězslav Nezval/Marek Doubrava a Hm...) – 4:58
7. Radosti života č. VI. (František Gellner/Hm...) – 3:29
8. Sifonový bombometčík (Petr Kotouš/Petr Kotouš a Hm...) – 3:07
9. Monotónní (Jan Zábrana/Marek Doubrava a Hm...) – 4:26
10. Sbohem a šáteček (Vítězslav Nezval/Marek Doubrava a Hm...) – 4:07
11. La Canzone del Treno: E E E (andante) („kulturní dědictví“/Filip Nebřenský) – 1:29
12. La Canzone del Treno: Non Aprire (largo) („kulturní dědictví“/Filip Nebřenský) – 0:46
13. La Canzone del Treno: Ritirata (vivace accelerando) („kulturní dědictví“/Filip Nebřenský) – 0:32

## Složení

### Hm...
- Marek Doubrava – kytary, piána, harmonium, zvonkohra, zpěv
- Viktor Ekrt – housle, baskytara, foukací harmonika, zpěv
- Filip Nebřenský – flétny, chalumeau, altový klarinet, barytonsaxofon, tuba, baskytary, zpěv
- Tomáš Rejholec – bicí, zvonec, perkuse, husí krk, zpěv

### Hosté
- Luděk Emanovský – trubka a křídlovka
- Jan Matásek – pozoun
- Slávek Brabec – akordeon
- Ondřej Ježek – flexaton, houkání sýčka, tónový generátor a otevřené okno
- Divčí sbor Nudlička (Inspirace)
- Folková skupina Bodlinky (Můj příběh)